# ميزان العدالة (رواية)
ميزان العدالة هي رواية بوليسية للكاتبة نايو مارش. إنها الرواية الثامنة عشرة التي يظهر فيها رودريك ألين، وتم نشرها لأول مرة في عام 1955.
في إطار رواية الجريمة الكلاسيكية «العصر الذهبي»، في مجتمع سويفينينجز الريفي الإنجليزي المثالي والمستقل، جميع المشتبه بهم أعضاء في مجموعة اجتماعية متماسكة تدور حول البارونيت المحلي وعائلته، لاكلاندرز.

## ملخص القصة
تتعلق القصة بالقتل الوحشي للعقيد كارتريت، وهو صياد متحمس، يستعد لنشر مذكرات البارونيت المتوفى. تتضمن المذكرات الاعتراف بأن البارونيت، بصفته دبلوماسيًا رفيع المستوى قبل الحرب العالمية الثانية، قد وضع الطبقة قبل الدولة بشكل خيانة فيما أطلق عليه اسم «هرطقة هيرينفولك». لقد سمح عمدًا لعضو شاب من موظفي السفارة بتحمل اللوم. الشاب المعني، الذي كان يعشق سفير لاكلاندر، قد انتحر وأصبح والده غريب الأطوار الآن جار العقيد المقتول.
تمثل الرواية تحولًا في طريقة عرض المؤلفة لطبقة النبلاء الإنجليزية، التي كانت على علاقة وثيقة بها منذ أيام شبابها في نيوزيلندا، ثم في لندن في عشرينيات القرن العشرين. تمت المقارنة مع عرض مارش الأكثر احترامًا إلى حد ما قبل الحرب لطبقة النبلاء الإنجليز في رواية ألين السابقة؛ يُظهر فائض لامبري عام 1941 موقفًا أكثر تناقضًا.
من خلال حبكته وشخصياته وحله، ينتقد الكتاب بصراحة طبقة النبلاء الريفية وقيمهم وأفعالهم، خاصة في المواجهات الرئيسية بين الليدي لاكلاندر ووالد الصبي الميت، وبين ممرضة المنطقة اللطيفة والمحافظة كيتل والمتطفل الذي تم الكشف عنه لـ يكون القاتل، الذي يثير تعاطفًا كبيرًا من القارئ.

## العنوان
تدور طريقة حل جريمة القتل حول افتراض أن قشور الأسماك يمكن التعرف عليها بشكل فردي بنفس طريقة التعرف على بصمات الأصابع البشرية. وهذا وراء عنوان التورية.

## الاقتباس التلفزيوني واتهامات بالتكبر
عدلت هذه الرواية في عام 1994 للمسلسل التلفزيوني ألغاز المفتش ألين، مع باتريك مالاهايد في دور رودريك ألين، ومن بين الممثلين المتميزين، إليزابيث سبريجز في دور السيدة لاكلاندر وفرانسيس باربر في دور السيدة كارتاريت.
من المثير للاهتمام أنه وفقًا لكاتبة سيرة مارش الأولى مارغريت لويس، فإن النسخة المقترحة والمهجورة من راديو بي بي سي عام 1955 تحتوي على ملاحظة القارئ المقدمة: «يجب علينا القضاء على التكبر المروع». كما يعلق الدكتور لويس بحق، «القراءة الأكثر صدقًا للرواية هي أن المؤلف قد صور هذا التكبر المروع بدقة وسخر منه المؤلف بشدة».